# کیزیل‌کوپر
کیزیل‌کوپر (انگلیسی: Kyzylkuper) یک شهرک در شهرستان کوشنارنکوفسکی جمهوری باشقیرستان در کشور روسیه است.